# Einzelelektronentransistor

Energiezustände eines SET in Sperr- und Durchlassschaltung

Als Einzelelektronentransistoren, auch Ein-Elektron-Transistoren, (SET für englisch single electron tunneling oder englisch single electron transistors) bezeichnet man elektronische Bauelemente, die zu einem bestimmten Zeitpunkt nur von jeweils einem Elektron passiert werden können.
Der erste SET wurde 1987 an den Bell Laboratories von Gerald Dolan und Theodore A. Fulton realisiert. Vorschläge dazu gaben schon Dmitri Averin und Konstantin Likharev 1985.

## Funktionsweise

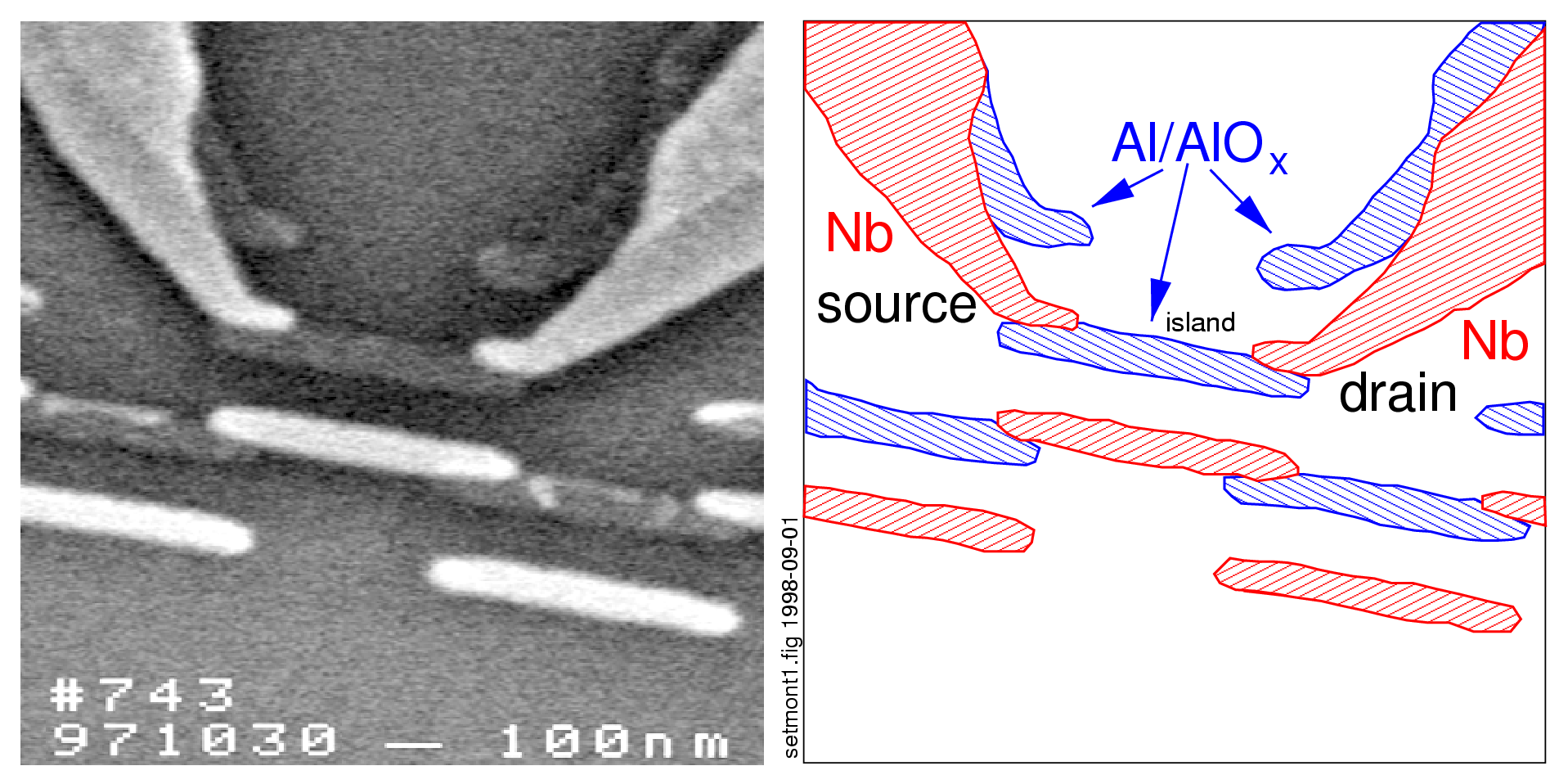
Realisierung eines Einzelelektronentransistors mit Nb-AlO_{x}-Al-Tunnelübergängen. Links: rasterelektronenmikroskopische Aufnahme, rechts: Interpretation

Ähnlich wie Feldeffekttransistoren besitzen sie Reservoire, die man als Source und Drain bezeichnet, sowie (mindestens) ein Gate, mit dem der Transistor steuerbar ist. Insbesondere ist es bei mehreren Gates möglich, die SETs zur Stromeichung zu verwenden. Dazu wird an die Gates eine definierte, hochfrequente Spannungsfolge gelegt. Im ersten Schritt wird durch ein Gate Kontakt zur Source geschaffen, während gleichzeitig die Leitung zum Drain durch ein anderes Gate unterdrückt wird. Die Einstellung erfolgt so, dass genau ein Elektron den SET besetzen kann. Im nächsten Schritt wird die Leitung nach Source unterdrückt und nach Drain ermöglicht. Das Elektron wird durch Spannung an ein weiteres Gate aus dem SET „herausgedrückt“.
Potentiell könnte mit Hilfe einer Schaltung von SET die Messung der Größe elektrischer Strom auf die Messung einer Frequenz zurückgeführt werden, wie es für die Größe elektrische Spannung bereits über den Josephson-Effekt der Fall ist, und so könnte ausgehend von einer definierten Frequenz ein hochpräziser Quantenstandard des elektrischen Stroms definiert und dargestellt werden.
Eine typische Realisierungsmöglichkeit des SET sind beispielsweise elektronisch kontaktierbare Quantenpunkte, die mit Hilfe fotolithografisch aufgebrachter Metallgates auf modulationsdotierten GaAs-Wafern. Eine andere Realisierungsmöglichkeit sind sehr kleine metallische Übergänge mit einer dünnen Isolatorschicht zwischen den metallischen Kontakten, durch die Elektronen „tunneln“ können.